# Kyndra Sanchez
Kyndra Sanchez (* 24. August 2006 in The Bronx, New York) ist eine US-amerikanische Schauspielerin. Bekanntheit erlangte sie durch ihre Rolle als Dawn Schafer in der Netflix-Serie Der Babysitter-Club.

## Leben
Sanchez wurde in The Bronx, New York geboren und begann im Alter von zehn Jahren mit der Schauspielerei. Nachdem sie in einigen Serien wie Butterbean’s Café, Sesamstraße und Das Damengambit mitwirkte, erlangte sie 2021 durch ihre Rolle als Yoli Greenberg in Abenteuer ʻOhana erste größere Bekanntheit.
2021 erhielt sie die Rolle der Dawn Schafer in der Netflix-Serie Der Babysitter-Club, welche zuvor in der ersten Staffel von Xochitl Gomez gespielt wurde.
In ihrer Freizeit ist Sanchez Gymnastin und nimmt an Wettbewerben teil.

## Filmografie
- 2016: Dora and Friends (Dora and Friends: Into the City!, Fernsehserie, 1 Episode)
- 2018–2020: Butterbean’s Café (Fernsehserie, 6 Episoden)
- 2019: Sesamstraße (Sesame Street, Fernsehserie, 1 Episode)
- 2020: Das Damengambit (The Queen’s Gambit, Fernsehserie, 1 Episode)
- 2021: Abenteuer ʻOhana (Finding ʻOhana)
- 2021: Santiago auf hoher See (Santiago of the Seas, Fernsehserie, 2 Episoden, Stimme)
- 2021: Der Babysitter-Club (The Baby-Sitters Club, Fernsehserie, 8 Episoden)